# プリンキパトゥス
プリンキパトゥス（羅: Principatus）は、帝政ローマ初期における政治形態の呼称である。「プリンケプス（元首）による統治」を意味し、日本語では元首政（げんしゅせい）と訳される。

## プリンキパトゥスの開始
古代ローマの共和政は、ローマが都市国家、あるいは都市国家連合である時代には有効に機能した。しかしながらローマが地中海世界のほとんどを支配する巨大国家になると、システムとして限界を呈してきた。このような巨大国家の指導者の地位は、都市国家ローマの有力者の集まりにすぎない元老院や、首都ローマの市民の選挙によって選ぶ執政官には、とうてい務まらなくなったのである。小規模な国家であれば市民や元老院の利害関係の調整も何とか機能したのであるが、国家が大規模化するとそれが機能せず、元老院議員たる貴族は私利私欲を優先させるようになった。また市民集会への参加権利の無い属州民は、国家運営から完全に排除され、属州まで含めた大局的な見地での国家運営は、到底遂行しえない状態であった。
かといって古代において、こうも巨大化した国家で全国民参加による民主制を実施するなど、到底不可能なことであった。仮に実行したとしても、属州民が加わればさらに利害関係を複雑にし、国家運営をなおさら困難にするだけであり、当然ながらそんなことは誰も想定すらしなかった。よって古代ローマ全域における国家運営を滞りなく遂行するには、君主制への移行はやむを得ないことであった。
もうひとつの側面として、古代ローマにおけるパトロネジの問題があった。古代ローマは、主に貴族からなるパトロヌス（親分）が、主に平民からなるクリエンテス（子分）を従え、かつ保護する相互関係があった。ローマが都市国家の段階では、貴族たるパトロヌスがクリエンテスを保護する事により、私利私欲を追求する存在ではなくノブレス・オブリージュの体現者となっていた。しかしローマが巨大国家になると、貴族たるパトロヌスが保護するクリエンテスは国家の構成員の少数派となり、結果、貴族は自分に近い身内だけを利益を優先する存在となり、大局的な国家運営よりもクリエンテスの利益代表者としての立場を優先した。この現状を打破するには、個々のパトロヌスとクリエンテスの複雑な上下関係を、ただ一人を頂点とする単純な上下関係へと整理する必要があった。
しかし、かつて王を追放し共和制に移行した歴史を持つ古代ローマでは、君主制は最大のタブーであった。「内乱の一世紀」と呼ばれる動乱の時期を経て、終身独裁官に就任したカエサルは、共和政ローマの伝統を守ろうとする者たちによって暗殺される事になる。
その後を継いだオクタウィアヌスは、紀元前27年に元老院より「アウグストゥス（尊厳なる者）」の称号を受け、古代ローマ最初の「皇帝」となったとされる。だがそれは後世の認識であり、アウグストゥスは建前上は君主の地位に就いたわけではなく、共和政の守護者として振る舞った。このような、実質上は皇帝の地位に就いたものの、建前としては古代ローマの伝統を墨守し共和政の体裁を守ったこの体制を、後世になって元首政（プリンキパトゥス）と呼ぶ。

## 権力の構成
オクタウィアヌスは「アウグストゥス」の称号の他に、共和政時代から存在したプリンケプスという「第一人者」の意を持つ地位にもあった。彼は暗殺されないために最高権力者を連想させる振る舞いを極力避けた。そんな彼にとって直接の職権を伴わないこの「プリンケプス」という名誉称号は表向きとしては格好の隠れ蓑となった。したがってアウグストゥスや同様の構成をとった後継の皇帝たちの統治体制は「プリンケプスによる統治」、すなわちプリンキパトゥスと呼ばれている。
アウグストゥスの統治はあくまで共和政の継続という外面を持っており、その権力も独裁官という非常時大権ではない、共和制平時のさまざまな権限を一身に帯びるという形で構成されている。一つ一つは完璧に合法でありながら、それらを束ねると共和制とはひどく異質な最高権力者の地位となる。こうした地位についてアウグストゥスは「私は権威において万人に勝ろうと、権力の点では同僚であった政務官よりすぐれた何かを持つことはない」と自身で表向きの説明をしている。プリンケプスの地位を構成したうち、主要なものは執政官の権限、上級のプロコンスル（属州総督）権限、トリブヌス・プレビス（護民官）職権の3つで、プリンケプスの権力は基本的にはこの3つから説明される。これら3つの権限はアウグストゥスがローマを合法的に統治する根拠であると同時に、執政官権限、上級属州総督権限の2つは合わせると実質全ローマ軍の統帥権を意味し、アウグストゥスが軍事力を掌握する根拠でもあった。以上の行政権、軍事力のほかにアウグストゥス自身が述べるように圧倒的な「権威」が重要な要素であった。アウグストゥスはポンティフェクス・マクシムス（最高神祇官）という神職にも就任しており宗教上の最大権威者となってもいたが、それ以上に「内乱の最終的な勝者」という軍事的実績を伴った権威は正面からの体制への挑戦者を寄せ付けなかった。
このようにアウグストゥスが得た称号や権限をまとめると以下のようになる。こうした称号のうちいくつかはのちに「皇帝」の意味で使われることになる。
- 「プリンケプス」（市民、元老院の中の第一人者）の称号。
- 「執政官のインペリウム」 - ローマの行政権の根拠。およびイタリア半島における軍指揮権。
- 「上級の属州総督のインペリウム」 - 皇帝属州の行政権、およびそれ以外の元老院属州への影響力を保障。また属州に配置された軍団の指揮権。
- 「護民官職権」 - 身体の不可侵権、元老院への議案提出権、民会召集権など。殊に拒否権は最重要の権力であった。
- 「カエサル」の称号 - アウグストゥスがカエサルの養子になって後を継いだ事に由来する。元来はユリウス氏族に属した家族名。
- 「アウグストゥス」の称号。単なる尊称ではあるが、「聖なる」といった響きは影響力を持たずにはいられない。
- 「インペラトル」の称号の個人名としての使用 - 養父カエサル同様に「インペラトル」を個人名として使用し、この称号の使用を事実上独占。
- 「最高神祇官」の職。
- 「国家の父」の称号。

## ユリウス＝クラウディウス朝
初代皇帝アウグストゥスから5代にわたって、実質的には血縁者による皇帝の地位の世襲が行われる（ユリウス＝クラウディウス朝）。
帝政とはいっても、ローマの主権者は"Senatus Populusque Romanus"：SPQR、「元老院とローマの市民」であり続ける。ローマの皇帝は元老院の承認（市民の歓呼）によって統治を託されるという形式をとる。帝政が続くにつれてこれも形骸化していくが、王政アレルギーともいえるローマで帝政を樹立するには、このような曖昧で不明瞭な形を取るしかなかった。終身独裁官という「明瞭な」地位についたカエサルは、それ故に暗殺されてしまったという強烈な教訓をアウグストゥスは決して忘れなかったからである。
皇帝の承認だけでなく、後継者の指名（護民官職権授与）も元老院にかける必要があった。そして皇帝勅令もそのままでは1代限りの暫定処置法でしかなく、恒久法制化には元老院の議決が必要であった。いわば「チェック機能を持つ帝政」である。そしてネロは「国家の敵」と決議され、元老院と市民の承認を取り下げられたことで自殺へと追いやられた。
そして帝政ローマは内乱期を経て、フラウィウス朝、五賢帝時代へと続く。

## 五賢帝時代
ネルウァに始まる5代のローマ皇帝は、伝統的な見方によれば、血縁による世襲を行わず、有能な者を養子として後継者に選び、元老院の承認を得て帝位を継承したとされる。元老院の承認を得る時点である程度の政治的地盤が必要となることから、近年では政治抗争を勝ち抜いた人々であるとする説も唱えられているが、いずれにせよ有能な人物を後継者として帝位を継承したことには違いはない。この5代の皇帝を五賢帝と呼ぶ。ユリウス＝クラウディウス朝以降、プリンキパトゥスは全くの建前に過ぎず、血統による皇位継承がなされた。しかしこの時代においては、皇帝は言わば終身大統領とも言うべき存在であり、プリンキパトゥスが実質的に機能していたのである。ただしこれは、五賢帝のうち4人が実子を持たなかったからそうせざるを得なかっただけに過ぎず、事実としてやや遠いとはいえ五賢帝のほとんどは血縁関係があった（そのため五賢帝時代をネルウァ＝アントニヌス朝と看做す見解も存在する）。よって五賢帝最後のマルクス・アウレリウス・アントニヌスに実子コンモドゥスが存在したこと、彼が非常な暴君であったことによって、五賢帝時代は終焉を迎える。

## 軍人皇帝時代
いわゆる「3世紀の危機」と呼ばれる、ゲルマン民族やサーサーン朝など絶えず外敵が侵入した時代において、ローマ皇帝は軍人としての有能さが求められた。有能な皇帝を選ぶことができるのは戦場にいる兵士であり、元老院は兵士が擁立した皇帝を追認する事しかできなかった。だが多くの皇帝が戦死、事故死、暗殺などで殺され、あるいは複数の皇帝候補が擁立されて帝位を争うことになり、235年から284年の50年ほどで、20人の皇帝が交代した。この時代を軍人皇帝時代と呼ぶ。この時代のいわゆる軍人皇帝は、さながら傭兵部隊の隊長のようなものであり、内政をみる余裕の無かった皇帝も数多い。

## 専制君主制
284年に即位したディオクレティアヌスは、軍人皇帝時代を収拾すべく、改革を行った。これ以降は「アウグストゥス」の称号は実質的な皇帝の称号となり、また「カエサル」の称号は副帝（次期皇帝）を表す称号となった。従来のローマ皇帝は建前としての共和制を遵守していたが、これ以降のローマ帝国は建前も実質も共に君主制に移行したとされ、これ以降の体制を歴史学上の用語で「専制君主制」（ドミナートゥス）と呼んで、いわゆる元首政は終焉したと考えられてきた。ただし、元首政の残滓はその後も継承されており、たとえば中世の東ローマ帝国においても「市民と軍隊の信任によって選ばれたローマ皇帝」という建前は生きていた。
古代末期に関する研究が進んだ今日では、元首政に代わる専制君主制なるものは存在しなかったと考えられるようになってきており、「専制君主制」という呼称は使われなくなってきている。